# 錫兵

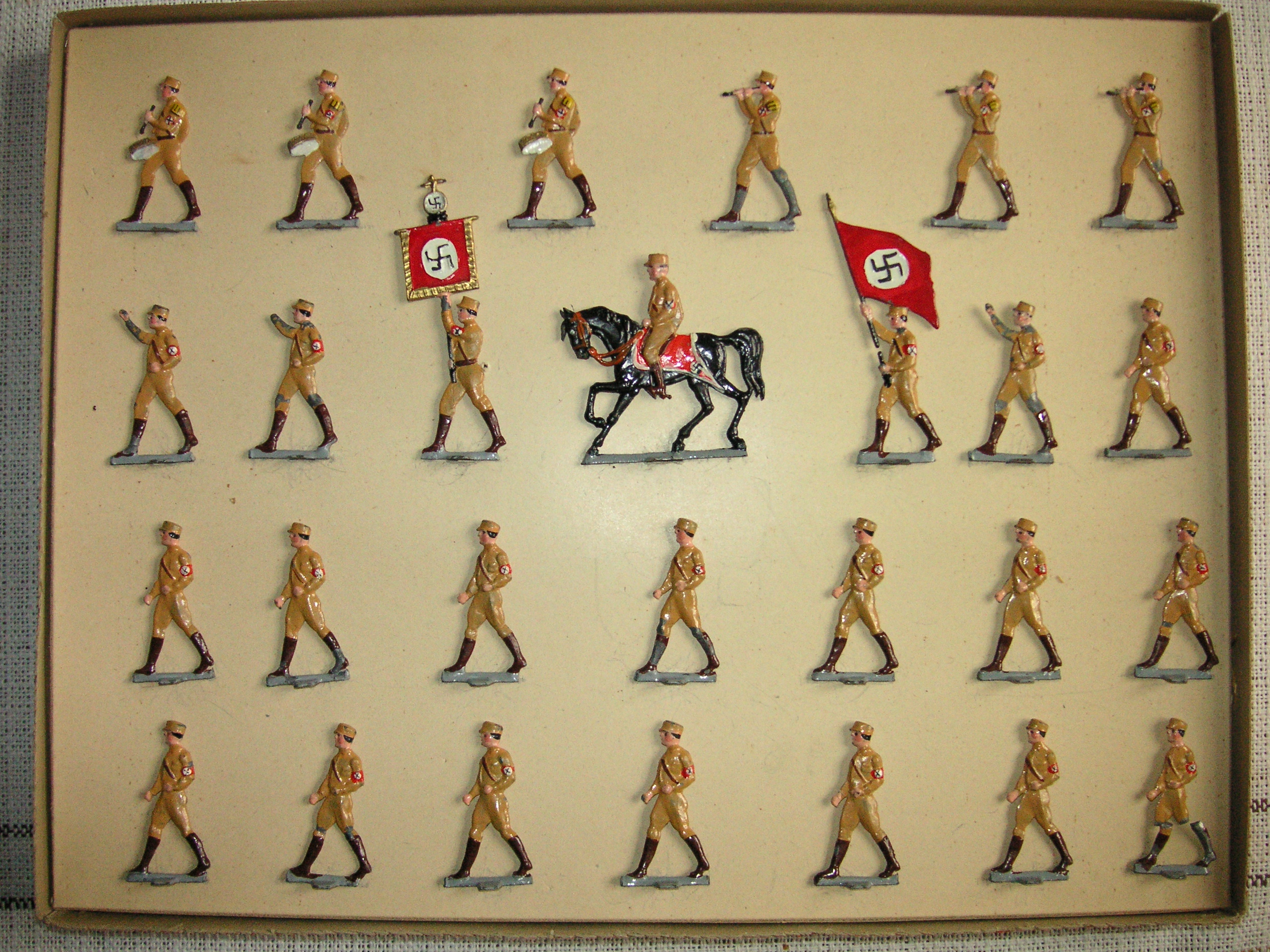
目前已少見完整的1940年代纳粹冲锋队錫兵

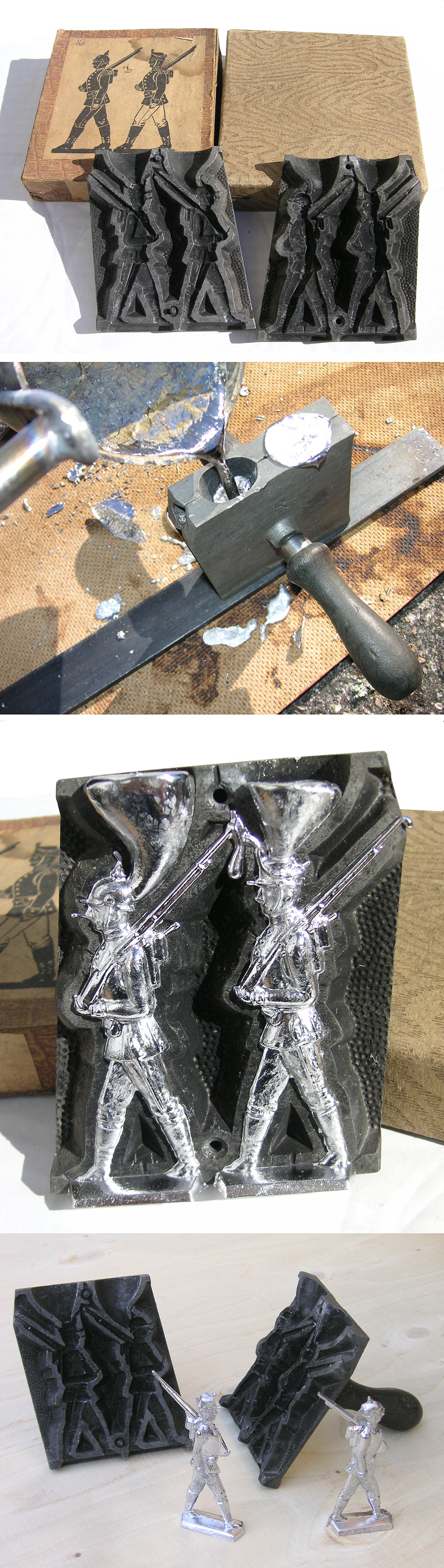
德國製的錫兵

錫兵（Tin soldier）是一種流行於19世紀的金屬玩偶。安徒生故事有《堅定的錫兵》（丹麥語：Den standhaftige tinsoldat）。
這些錫兵由於是歷史約定俗成的原因，大多為1/30比例或1/32比例尺寸大小，而非當今流行的塑膠兵人模型的1/35比例。